# Das Sommerhaus der Stars – Kampf der Promipaare/Staffel 6
Die 6. Staffel der deutschen Reality-Show Das Sommerhaus der Stars – Kampf der Promipaare wurde vom 5. Oktober bis zum 28. Oktober 2021 jeweils dienstags, mittwochs und donnerstags auf dem Privatsender RTL ausgestrahlt. Innerhalb von Folge 12 wurde nach dem Finale die Aftershow Das große Wiedersehen ausgestrahlt, bei der, unter Moderation von Frauke Ludowig, alle Paare nochmals auftraten und die vergangene Staffel besprachen und analysierten. Zudem gab es jeden Donnerstag im Anschluss an die Folge den Ableger Das Sommerhaus der Stars – Der Live Talk, in dem Moderatorin Frauke Ludowig mit den ausgeschiedenen Paaren, prominenten Gästen sowie Beziehungsexperten das Geschehen im Sommerhaus analysierte und besprach. Begleitend zur Staffel wurde auf RTL+ ein Podcast zur Sendung veröffentlicht. Moderator Martin Tietjen und Trash-TV-Experte Anredo besprachen und analysierten zu jeder ausgestrahlten Folge das Geschehen mit den ausgeschiedenen Paaren und prominenten Gästen.
Wie in Staffel 5 wurde aufgrund der COVID-19-Pandemie erneut in Bocholt-Barlo auf einem Bauernhof gedreht. Lars Steinhöfel und Dominik Schmitt wurden das Promi-Paar 2021.

## Teilnehmer

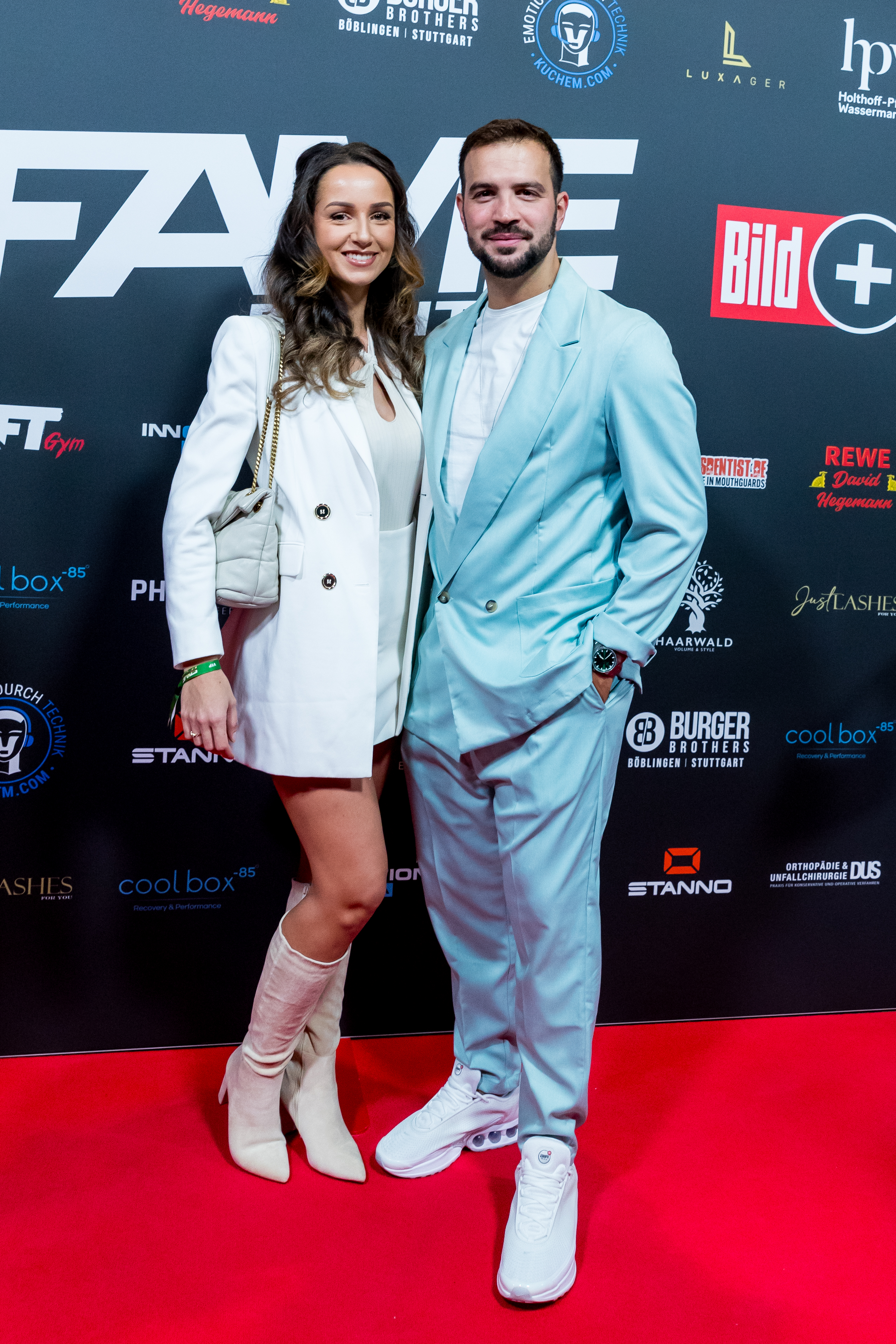
Samira und Yasin Cilingir erreichten in Staffel 6 Platz 4.

| Platz | Teilnehmer                                                          | Bekannt geworden als                                                                                           | Einzug in Folge | Auszug in Folge | Rausgewählt mit […] Stimmen                 |
| ----- | ------------------------------------------------------------------- | --- | --------------- | --------------- | ------------------------------------------- |
| 1     | Lars Steinhöfel (35) und sein Freund Dominik Schmitt (31)           | Schauspieler, Darsteller bei Unter uns / –                                                                     | 1               | 12              |                                             |
| 2     | Elisabeth „Sissi“ Hofbauer (25) und ihr Freund Benjamin Melzer (34) | Teilnehmerin bei Germany’s Next Topmodel / Model, Transgender-Aktivist, Blogger                                | 1               | 12              |                                             |
| 3     | Stephan „Steff“ Jerkel (53) und seine Ehefrau Peggy Jerofke (44)    | Teilnehmer bei Goodbye Deutschland! Die Auswanderer                                                            | 1               | 12              |                                             |
| 4     | Yasin Cilingir (30) und seine Ehefrau Samira Cilingir (24)          | Love Island-Paar, Teilnehmer bei Like Me – I’m Famous / –                                                      | 1               | 11              | Spielergebnis                               |
| 5     | Michelle Monballijn (42) und ihr Ehemann Mike Cees-Monballijn (33)  | Schauspielerin, Teilnehmerin bei Der Bachelor/ Teilnehmer bei Die Bachelorette (Schweiz) und Temptation Island | 1               | 11              | Spielergebnis                               |
| 6     | Jana Pallaske (42) und ihr Freund Sascha Girndt (44)                | Schauspielerin, Sängerin, Teilnehmerin bei Let’s Dance und Global Gladiators / Stuntman                        | 4               | 10              | 2 von 6 Entscheidung von Sissi und Benjamin |
| 7     | Almklausi (52) und seine Ehefrau Maritta Krehl (35)                 | Partysänger, Teilnehmer bei Promi Big Brother / –                                                              | 1               | 9               | 4 von 7 Exit-Duell                          |
| 8     | Mola Adebisi (48) und seine Freundin Adelina Zilai (33)             | Moderator, Schauspieler, Synchronsprecher, Teilnehmer bei Ich bin ein Star – Holt mich hier raus! / –          | 1               | 6               | 1 von 8 Exit-Duell                          |
| 9     | Roland Heitz (63) und seine Freundin Janina Korn (38)               | Schauspieler / Schauspielerin, Musicaldarstellerin, Stand-up-Komikerin                                         | 1               | 3               | 6 von 8 Exit-Duell                          |

## Nominierungen
|                       | Runde 1 (Folge 2)                               | Runde 2 (Folge 5)                                                 | Runde 3 (Folge 8)                                             | Runde 4 (Folge 10)             | Finale (Folge 12)        |
| --------------------- | ----------------------------------------------- | ----------------------------------------------------------------- | ------------------------------------------------------------- | ------------------------------ | ------------------------ |
| Lars & Dominik        | Roland & Janina                                 | Michelle & Mike                                                   | Yasin & Samira                                                | Yasin & Samira                 | Promipaar 2021           |
| Sissi & Benjamin      | Roland & Janina                                 | Michelle & Mike                                                   | Almklausi & Maritta                                           | Jana & Sascha                  | 2. Platz                 |
| Steff & Peggy         | Roland & Janina                                 | Michelle & Mike                                                   | Almklausi & Maritta                                           | Michelle & Mike                | 3. Platz                 |
| Yasin & Samira        | Roland & Janina                                 | Michelle & Mike                                                   | Almklausi & Maritta                                           | Lars & Dominik                 | 4. Platz                 |
| Michelle & Mike       | Almklausi & Maritta                             | Mola & Adelina                                                    | Jana & Sascha                                                 | Jana & Sascha                  | 5. Platz                 |
| Jana & Sascha         | Nicht im Haus                                   | Michelle & Mike                                                   | Almklausi & Maritta                                           | Michelle & Mike                | rausgewählt in Folge 10  |
| Almklausi & Maritta   | Roland & Janina                                 | Michelle & Mike                                                   | Jana & Sascha                                                 | ausgeschieden in Folge 9       | ausgeschieden in Folge 9 |
| Mola & Adelina        | Roland & Janina                                 | Michelle & Mike                                                   | ausgeschieden in Folge 6                                      | ausgeschieden in Folge 6       | ausgeschieden in Folge 6 |
| Roland & Janina       | Yasin & Samira                                  | ausgeschieden in Folge 3                                          | ausgeschieden in Folge 3                                      | ausgeschieden in Folge 3       | ausgeschieden in Folge 3 |
|                       | Runde 1 (Folge 3)                               | Runde 2 (Folge 6)                                                 | Runde 3 (Folge 9)                                             | Runde 4 (Folge 10)             | Finale (Folge 12)        |
| Freiwilliger Auszug   |                                                 |                                                                   |                                                               |                                |                          |
| Nominierungs- schutz  | Michelle & Mike Sissi & Benjamin Lars & Dominik | Lars & Dominik Almklausi & Maritta Sissi & Benjamin Jana & Sascha | Lars & Dominik Jana & Sascha Sissi & Benjamin Michelle & Mike | Sissi & Benjamin Steff & Peggy |                          |
| Rauswahl              | Roland & Janina                                 | Mola & Adelina                                                    | Almklausi & Maritta                                           | Jana & Sascha                  |                          |
| Anmerkungen: 1. 2. 3. |                                                 |                                                                   |                                                               |                                |                          |

## Ablauf
- In Folge 1 konnten sich Michelle Monballijn und ihr Ehemann Mike Cees-Monballijn im Spiel Im siebten Himmel den Nominierungsschutz erspielen. Als im Stimmungsbarometer erfragt wurde, wen die Paare nominieren würden, erhielten Roland und Janina fünf von acht Stimmen gegen sich, während Ben und Sissi, Almklausi und Maritta sowie Mola und Adelina jeweils eine Stimme der anderen Paare erhielten.
- In Folge 2 konnten sich zunächst Benjamin und Sissi beim Spiel Einparken den Nominierungsschutz erspielen. Im Anschluss wurde ein weiteres Spiel gespielt, bei dem Lars und Dominik als Sieger hervorgingen. In der anschließenden Nominierung erhielten Roland und Janina die meisten Stimmen ihrer Mitbewohner. Yasin und Samira sowie Almklausi und Maritta erhielten jeweils eine Stimme. Roland und Janina durften daraufhin zwischen den zwei anderen Paaren mit jeweils einer Stimme den Gegner für ihr bevorstehendes Exit Duell wählen, das in der nächsten Folge stattfinden sollte.
- In Folge 3 konnten Almklausi und Maritta das Duell gegen Roland und Janina für sich entscheiden, woraufhin diese das Sommerhaus verlassen mussten.
- In Folge 4 konnten sich zunächst Lars & Dominik den Nominierungsschutz erspielen, während Almklausi und Maritta das zweite Spiel für sich entscheiden konnten. Im anschließenden Stimmungsbarometer erhielten Michelle und Mike vier Stimmen ihrer Mitbewohner, Jana und Sascha erhielten zwei und Mola und Adelina sowie Yasin und Samira jeweils eine Stimme.
- In Folge 5 konnten sich Benjamin und Sissi den Nominierungsschutz erspielen. In einem weiteren Spiel konnten sich Jana und Sascha vor der Nominierung schützen. In der darauffolgenden Nominierung erhielten Michelle und Mike alle Stimmen ihrer Mitbewohner und nominierten selbst Mola und Adelina.
- In Folge 6 traten Michelle und Mike gegen Mola und Adelina im Exit Duell und konnten das Duell für sich entscheiden, woraufhin Mola und Adelina das Sommerhaus verlassen mussten.

## Einschaltquoten
| Folge | Datum der Erstausstrahlung | Zuschauerzahl | Zuschauerzahl   | Marktanteil | Marktanteil     | Quelle |
| Folge | Datum der Erstausstrahlung | Gesamt        | 14 bis 49 Jahre | Gesamt      | 14 bis 49 Jahre | Quelle |
| ----- | -------------------------- | ------------- | --------------- | ----------- | --------------- | ------ |
| 1     | 5. Oktober 2021            | 1,77 Mio      | 0,81 Mio.       | –           | 13,9 %          | [ 3 ]  |
| 2     | 6. Oktober 2021            | 1,84 Mio.     | 0,89 Mio.       | 7,1 %       | 13,9 %          | [ 4 ]  |
| 3     | 7. Oktober 2021            | 1,75 Mio.     | 0,75 Mio.       | 6,3 %       | 11,5 %          | [ 5 ]  |
| 4     | 12. Oktober 2021           | 1,77 Mio.     | 0,81 Mio.       | 7,0 %       | 13,3 %          | [ 6 ]  |
| 5     | 13. Oktober 2021           | 2,01 Mio.     | 0,94 Mio.       | 7,4 %       | 14,1 %          | [ 7 ]  |
| 6     | 14. Oktober 2021           | 1,89 Mio.     | 0,87 Mio.       | 6,7 %       | 13,0 %          | [ 8 ]  |
| 7     | 19. Oktober 2021           | 1,74 Mio.     | 0,82 Mio.       | 6,8 %       | 13,4 %          | [ 9 ]  |
| 8     | 20. Oktober 2021           | 1,92 Mio.     | 0,87 Mio.       | 7,2 %       | 14,1 %          | [ 10 ] |
| 9     | 20. Oktober 2021 1         | 1,64 Mio.     | 0,68 Mio.       | 10,0 %      | 16,2 %          | [ 11 ] |
| 10    | 26. Oktober 2021           | 2,00 Mio.     | 0,96 Mio.       | 7,4 %       | 13,9 %          | [ 12 ] |
| 11    | 27. Oktober 2021           | 1,78 Mio.     | 0,81 Mio.       | 5,6 %       | 11,5 %          | [ 13 ] |
| 12    | 28. Oktober 2021           | 1,69 Mio.     | 0,72 Mio.       | 7,0 %       | 12,0 %          | [ 14 ] |

| Folge | Datum der Erstausstrahlung | Zuschauerzahl | Zuschauerzahl   | Marktanteil | Marktanteil     | Quelle |
| Folge | Datum der Erstausstrahlung | Gesamt        | 14 bis 49 Jahre | Gesamt      | 14 bis 49 Jahre | Quelle |
| ----- | -------------------------- | ------------- | --------------- | ----------- | --------------- | ------ |
| 1     | 7. Oktober 2021            | 1,28 Mio.     | 0,47 Mio.       | 4,9 %       | 7,1 %           | [ 15 ] |
| 2     | 14. Oktober 2021           | 1,48 Mio.     | 0,60 Mio.       | 5,6 %       | 9,5 %           | [ 16 ] |

## Trennungen
- Michelle Monballijn und Mike Cees-Monballijn trennten sich im Februar 2022. Danach reichte Cees-Monballijn die Scheidung ein. Im Mai 2022 kamen sie wieder zusammen.[17] Im Juli 2023 gaben sie erneut die Trennung bekannt.[18]

- Lars Steinhöfel und Dominik Schmitt trennten sich am 16. April 2023.[19]

- Peggy Jerofke und Steff Jerkel trennten sich im Herbst 2022.[20]

- „Almklausi“ und Maritta Krehl trennten sich eineinhalb Jahre nach dem Sommerhaus.[21]